# 台湾车前蕨
台湾车前蕨（学名：Antrophyum formosanum）为车前蕨科车前蕨属下的一个种。

## 扩展阅读
- 維基物種上的相關：台湾车前蕨